# Jarks
Jarks es un grupo vocal formado por dieciséis chicos de entre 19 y 37 años en Barcelona con el objetivo de participar en el concurso televisivo de coros de TV3, Oh Happy Day.
En otoño de 2015, el grupo participó en la tercera edición del programa Oh Happy Day, donde competían coros de todo Cataluña, interpretando temas de autores y estilos muy diversos. Finalmente, la formación quedó en tercera posición durante la final del programa, quedando por detrás de Quartet Mèlt, ganadores de la edición, y de Giovinetto.

## Biografía

### Oh Happy Day (2015)
Durante la primavera de 2015, Agustí Salvador y Edgar Martínez agruparon a dieciséis chicos de diferentes edades con la intención de formar un coro masculino para participar en la tercera edición del programa Oh Happy Day de TV3 y Veranda. Bajo la dirección musical de Jordi Taixés, la formación se presentó a los cástines que se celebraron el junio del mismo año. Durante el verano, Víctor Gómez y Oriol Burés tuvieron que abandonar el grupo para centrarse en otros proyectos. Finalmente, fueron selccionados para participar al casting final que se celebraría a finales de septiembre.
Una vez dentro del concurso, el grupo contó con la ayuda y consejo de su coach, asignada por el programa: Michèle Alderete (directora de Ol' Green, coro exconcursante del programa). Durante los dos meses siguientes, los Jarks fueron avanzando dentro del concurso con versiones de grupos como Queen, Oques Grasses y OneRepublic; y de cantantes como Lluís Llach, Bruno Mars, Emeli Sandé y George Michael. Con tan sólo una nominación por parte del jurado y habiendo ganado el premio a mejor canción de la noche (que comportaba la inmunidad a las nominaciones durante la gala siguiente) en tres ocasiones, llegaron a la final, emitida en directo el 28 de noviembre, donde quedaron en tercer lugar con un 20,1% de los votos del público, quedando por última de los ganadores Quartet Mèlt y Giovinetto, que quedaron en segunda posición.
Gracias a la fama ganada por el programa, Jarks actuó en lugares como el partido solidario por La Marató de TV3 en el Miniestadi, en los VII premios nacionales Special Olympics en el Palau Blaugrana y en la 13a Festa dels Súpers celebrada el 17 y 18 de noviembre en la Anilla Olímpica de Montjuic . El 23 de diciembre de 2015 aparecieron como invitados musicales en el programa de TV3 Espai Terra, presentado por Tomàs Molina, para cerrar la temporada de invierno.

### 4x4 (2016)
El 29 de noviembre de 2015, después de la final del programa, Jarks anunció el lanzamiento de su primer álbum, titulado 4x4, acompañado de un concierto de presentación de un nuevo espectáculo el 13 de mayo de 2016 en la sala Razzmatazz de Barcelona.

## Discografía

### Álbumes de estudio
- 4x4 (2016)

### Colaboraciones
- Oh Happy Day (3a temporada) - Oh Happy Day TV3, Música Global (2015)[10]